# Bert Romijn

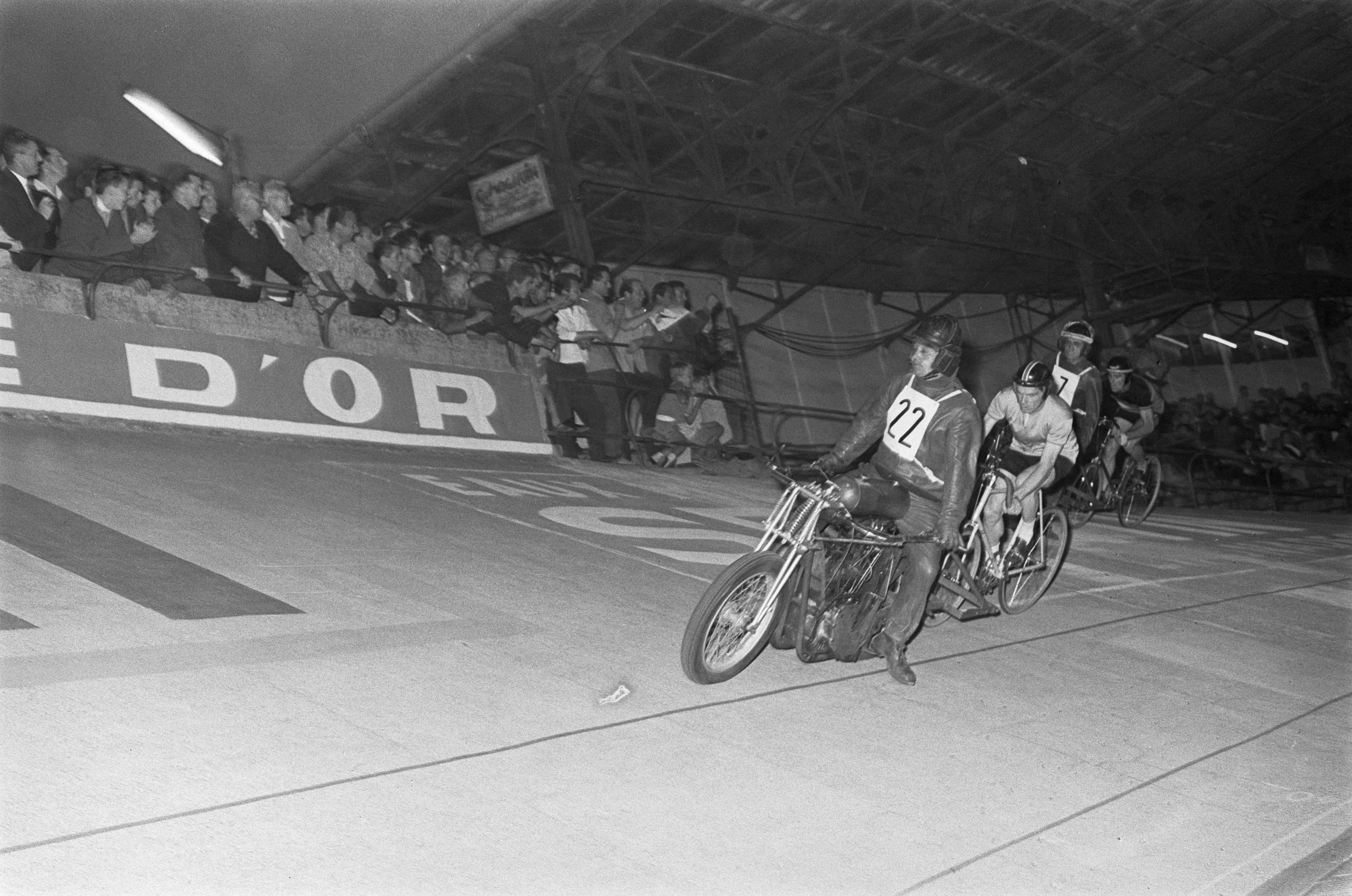
Bert Romijn 1963

Bert Romijn (* 22. August 1934 in Den Haag; † 19. Juli 2018 in Rijswijk (Zuid-Holland)) war ein niederländischer Radrennfahrer.

## Sportliche Laufbahn
Romijn war Bahnradsportler. Sein bedeutendster sportlicher Erfolg war der Gewinn der Silbermedaille bei den Bahnradsport-Weltmeisterschaften 1966 im Steherrennen hinter seinem Landsmann Piet de Wit. 1960 wurde er Zweiter der nationalen Meisterschaft im Steherrennen der Amateure hinter Leendert van der Meulen, 1964 hinter Jaap Oudkerk. 1966 kam er auf den dritten Rang der Meisterschaft. 
Auch in der Einerverfolgung war Romijn erfolgreich, er bestritt in dieser Disziplin mehrere Länderkämpfe für die Nationalmannschaft.